# Magyar AC
A Magyar Atlétikai Club (MAC) egy 1875-ben alapított magyar sportegyesület. Alapítási neve: Magyar Athletikai Club, rövidítése: MAC, a mai megnevezése: Magyar Atlétikai Club.

## Története

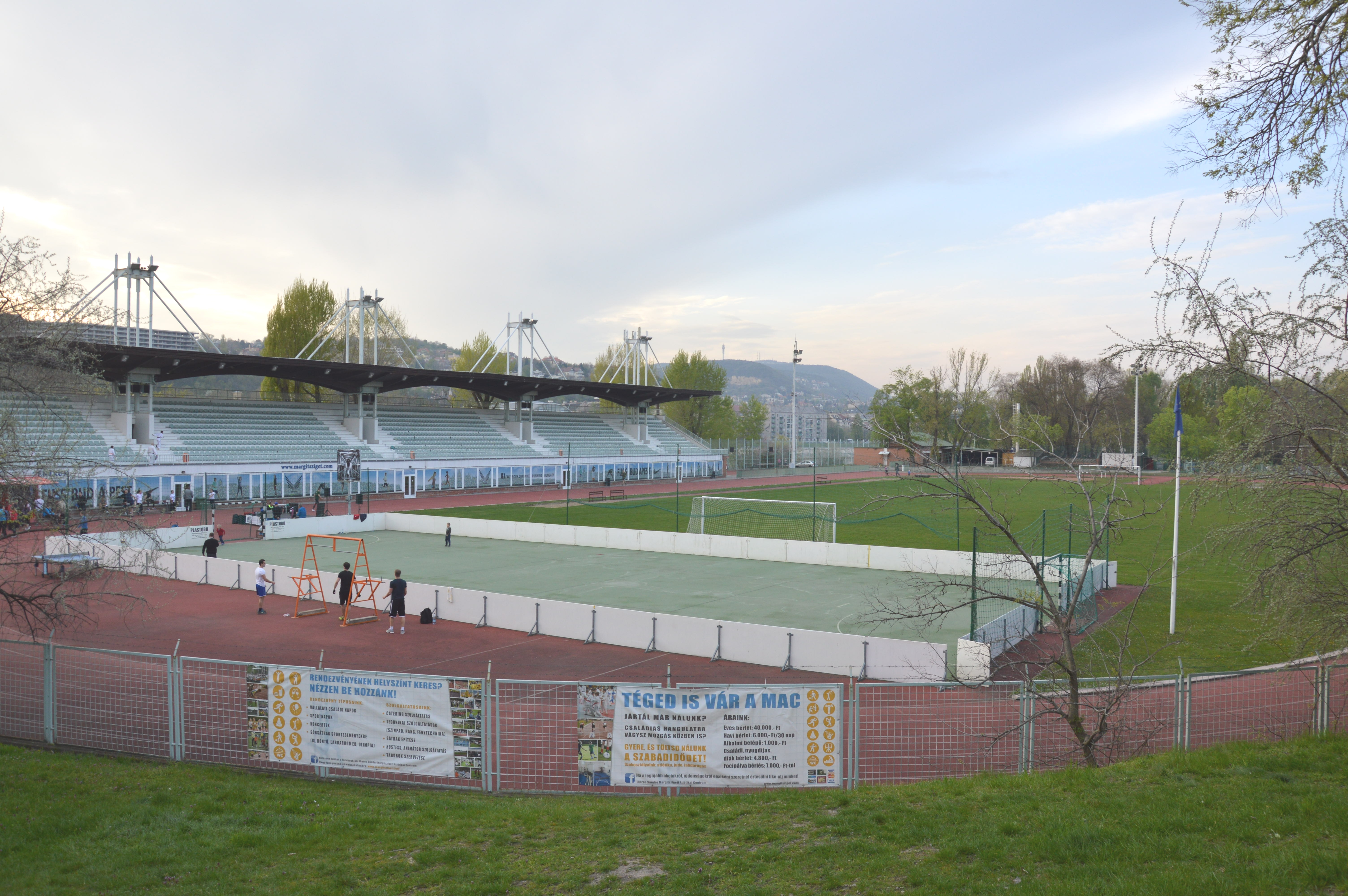
A klub otthona az 1949-ben épült Iharos Sándor Margitszigeti Atlétikai Centrum (1949-1989 között az Úttörőstadion nevet viselte.)

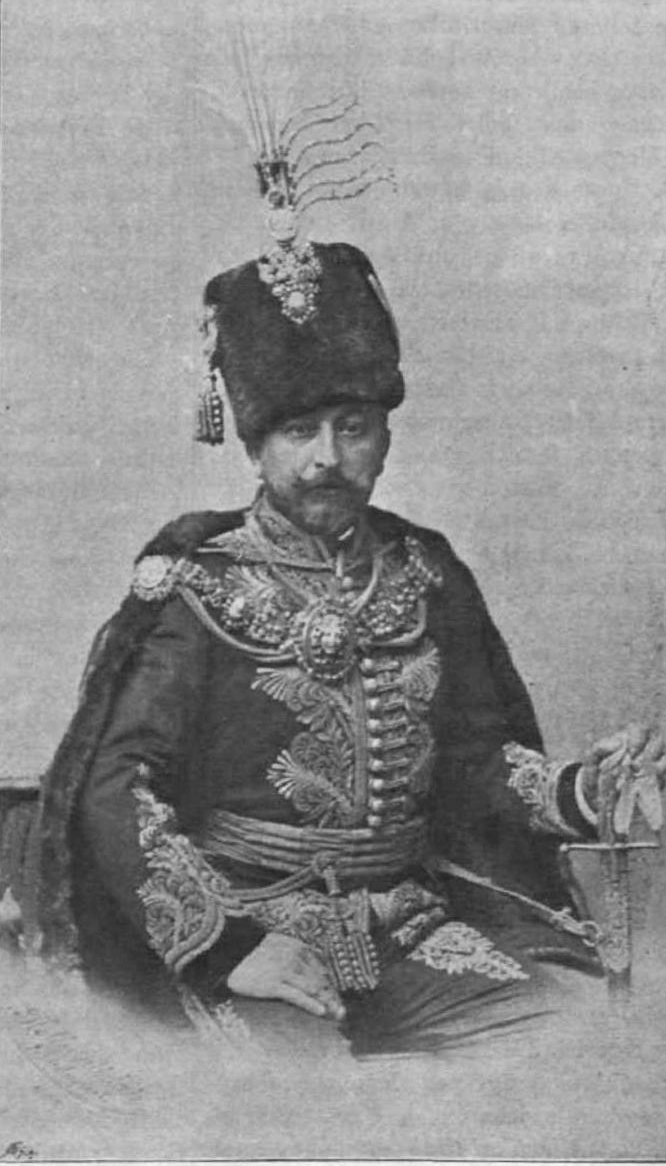
Andrássy Géza

A AC alapítását megelőző években Magyarországon a testedzés kizárólag a torna gyakorlásában merült ki. A mai értelembe vett atlétika gyűjtőfogalma alá akkoriban a szabadtéri sport minden ága tartozott. A MAC létrejöttével lett összefogva a szabadtéren űzött játékok összessége.
A magyar középosztály legrégibb és legelőkelőbb egyesülete (sportalakulata) 1875-ben indult útjára Esterházy Miksa gróf és Molnár Lajos kezdeményezésére.
Esterházy Miksa gróf fiatal korában, mint követségi attasé huzamosabb időt töltött Angliában és az Amerikai Egyesült Államokban, ott ismerte- és szerette meg az embersportokat.
Az egyesület fejlesztése körül érdemeket szerzett Porzsolt Ernő és Porzsolt Gyula. A klub az atlétika népszerűsítését tűzte ki feladatául, a sport terén azonban forradalmat jelentő reformokkal megindult egyesület akkoriban az atlétika fogalma alá sorolta a birkózást, az ökölvívást, a kerékpározást, úszást, vívást, valamint a labdajátékokat is. Még az alakulásának évében megrendezte az első atlétikai versenyt az akkori Nemzeti Lovarda épületben. A klub atlétái közül nagyon sokan magyar bajnoki címet szereztek. Az egyesület tagjai kapták a legtöbb olimpiai koszorút: vitéz Tersztyánszky Ödön, Piller György, Keresztes, Zombori Ödön, Gerde Oszkár, Tóth Péter, Berty László, Mészáros Ervin, Schenker Zoltán[forrás?], Rády József, Gerevich Aladár, Nagy Ernő, Ivády Sándor, Vértesi, Tarics, de világbajnokok és világrekordtartók is szép számmal akadtak közöttük. A klub rendezte az első nyilvános úszóversenyt, amelynek távja Váctól Budapestig terjedt. A klub szervezésében több első versenyre került sor, pl. 1893-ban az első birkózóverseny, majd a Margit-szigeten, a lawn teniszt felkarolva adott otthont a versenynek. 1894-ben rendezte meg az első vívóakadémiát, a következő évben az első vívóversenyt. A kor szellemét meghaladó felismeréssel vette fel a kapcsolatot a külföldi egyesületekkel (alakulatokkal), propagálva a magyar sport reprezentánsait.
Harry Perry angol tréner (edző) irányítása alatt dolgozó kék-sárga futballcsapat 1898-ban kapcsolódott be az alakuló labdarúgás vérkeringésébe. Még ebben az éven, a MAC–Műegyetem (1:4) találkozóval lejátszott első hivatalos mérkőzését. Az első nemzetközi mérkőzése, a MAC–Slavia (1–3) találkozó volt. Az 1901-ben induló magyar bajnokságban a II. osztály küzdelmeiben vett részt, míg 1902-ben a bajnoki küzdelmek helyett az utánpótlás nevelést és a nemzetközi kapcsolatok ápolását tűzte ki céljául. 1903-ban már az I. osztály tagja, de az év végén csak az UTE ellen játszott osztályozó mérkőzéseken produkált győzelmével tudta a kiesést elkerülni. Megalapította a Margitszigeti Ezüstlabda vándordíjat, amelyet 1909-ben elveszített. A háború alatt alapított Hadi Kupa mérkőzésein csak 1915-ben vett részt, míg 1917-ben feloszlatta futballcsapatát, amelyet 1918-ban reorganizált. 1923-ban kiesett az I. osztályból. Miután 1924-ben a visszaesés tovább fokozódott, visszalépett a bajnoki küzdelmektől - az áll amatőr sporttevékenység miatt - és csoportosítva a vele egyazon felfogású egyesületeket, a megalapított „Iszer-serleg” (Iszer Károly) mérkőzések keretében folytatta működését. 1945-ben - hatalmi szóval - megszüntették a legrégebbi magyar sportegyesületet. 1989-ben a futball újjászervezése óta a BLASZ I. osztályban szerepel. Működése az alábbi sportágakra terjed ki: atlétika-, birkózás-, evezés-, gyephoki-, korcsolyázás-, labdarúgás-, tenisz-, ökölvívás-, sí-, úszás-, vívás-, motorkerékpározás és autózás. A MASZOKSZ, MLSZ, MBSZ, MESZ, MGYSZ, MOLTSZ, MÖSZ, MSSZ, MUSZ és az MVSZ tagja. Sporttelep és klubház a Margitsziget. Sporttelepe labdarúgásra, az összes atlétikai ágak gyakorlására és teniszezésre alkalmas. Vívóterme a Nemzeti Lovarda területén található, birkózói a Nemzeti Tornacsarnokban készülnek. Evezős vízi háza a Margitsziget budai ágában épült. 1993-ban a MAC-hoz csatlakozott a Népstadion Szabadidő Egyesület (NSZE) jégkorong szakosztálya, amely attól kezdve MAC-Népstadion, majd MAC Budapest néven működött. 2011-ben a jégkorong szakosztály kivált a MAC-ból és létrejött a MAC Budapest Jégkorong Akadémia.
Elnök: Gróf Andrássy Géza - közel 40 éven át. Főtitkár: Veress Imre dr. További vezetők: Gerenday György és Zuber Ferenc.

## Sikerei
Magyar labdarúgó-bajnokság (első osztály)
- Ezüstérmes: 1906–07, 1908–09
- Bronzérmes: 1907–08

 Challenge Kupa
- Döntős: 1905

## Híres játékosok
* a félkövérrel írt játékosok rendelkeznek felnőtt válogatottsággal.
| - Arvi Katajavuori - Hjalmar Kelin - Bodnár Sándor | - Borbás Gáspár - Fehér Ferenc - Goldberger Pál | - Kehrling Béla - Kelemen Béla - Kertész Géza | - Kocsis Ferenc - Krempels Béla - Medgyessy Iván | - Niessner Aladár - Rácz Győző - Sipos-Sellő Ernő | - Szaffka Zoltán - Vangel Gyula - Vincze Károly |